# Julio Jung
Julio Humberto Gonzalo Benito Jung del Favero (Santiago, 21 de marzo de 1942) es un actor y comediante chileno de radio, teatro, cine y televisión que desarrollo su carrera artística en Chile y Venezuela, Ha trabajado además como locutor, comediante y animador. Fue humorista del exitoso programa: Bienvenidos de Miguel Ángel Landa, que producía Venevisión y transmitía Chilevisión.

## Biografía

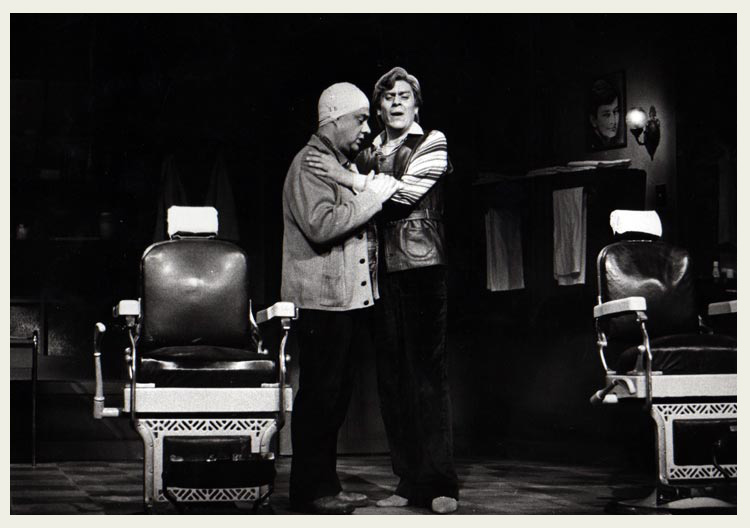
En la obra La escalera

Hijo de Julio Jung Paulsen y de María Antonieta del Favero Comis, comenzó su carrera artística a los 18 años, en radioteatro con Justo Ugarte, carrera que se extendería por más de medio siglo ininterrumpidamente. 

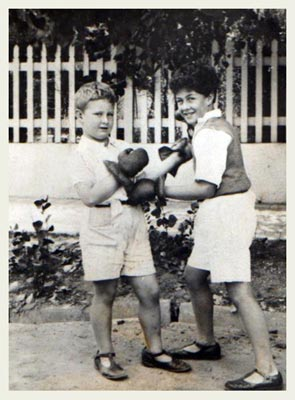
Con su hermano Juan Enrique

Contrajo matrimonio primero con María Elena Duvauchelle, con quien tuvo  a su único hijo, el también actor Julio Jung Duvauchelle, nacido en 1978 en el exilio político en Venezuela; después con la diseñadora y empresaria Tessa Aguadé Bru, hija de la pintora Roser Bru, quien llegó de pequeña a Chile con su familia en el barco Winnipeg después de la guerra civil española.
Jung incursionó en prácticamente todos los géneros: teatro, cine y televisión. En los años 1960 trabajó con las compañías de Silvia Piñeiro, Susana Buqué, de Los Cuatro y Teatro el Ángel, para volver en 1966 al grupo Ictus, donde permaneció hasta 1973. Fue, además, uno de los fundadores del emblemático programa de televisión La manivela.
Vecino del ministro del Interior de Eduardo Frei Montalva, Edmundo Pérez Zujovic, fue testigo de su asesinato el 8 de junio de 1971 a manos de un comando de la Vanguardia Organizada del Pueblo (VOP).
Tras el golpe militar de septiembre de 1973 —que encabezado por el general Augusto Pinochet derrocó al gobierno del socialista Salvador Allende—, Julio Jung se exilió en Caracas (Venezuela), donde continuó su carrera como actor en teatro (con El Nuevo Grupo Chocron, Chalbaud y Cabrujas y en el Ateneo, cine y televisión (Radio Caracas TV y Venevisión). 

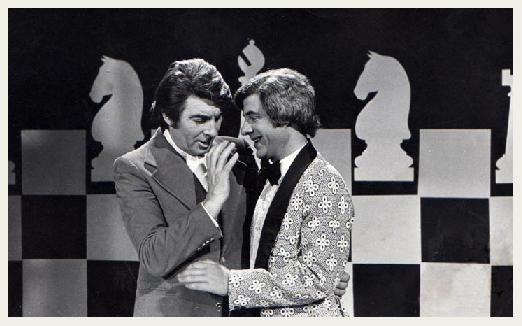
En El show de Antonio Prieto de Canal 13 de Argentina.

El 31 de agosto de 1974 tuvo una breve pero importante aparición en Sábados gigantes, animando aquel programa junto a Armando Navarrete, actor cómico conocido por su personaje Mandolino, ante la ausencia de Mario Kreutzberger «Don Francisco», cuya madre había fallecido tres días antes.
En Venezuela, interpretó asimismo a Rumildo, personaje que —creado por el también Mario Arancibia en el marco de una campaña de Petróleos de Venezuela— se convirtió en personaje ícono en la cultura de ese país.
En 1984 regresó a Chile, donde, con su mujer María Elena Duvauchelle, formó una compañía que ocupó por 7 años El Galpón de Los Leones. Allí seis obras de teatro. Paralelamente, ingresó a Canal 13 donde actuó en teleseries e inició, junto con Andrés Rillón, el programa Mediomundo.
En 1996 fue elegido concejal por la comuna de Providencia hasta 2000. Luego de terminando su mandato fue nombrado por el presidente Ricardo Lagos consejero cultural de Chile en Barcelona. Su gestión allí culminó con el megaevento del Fórum Universal de las Culturas 2004: Neruda en el corazón en el Palau Sant Jordi celebrando el centenario poeta.
A su vuelta a Chile se reintegró al teatro estrenando obras de teatro, películas y sitcom.

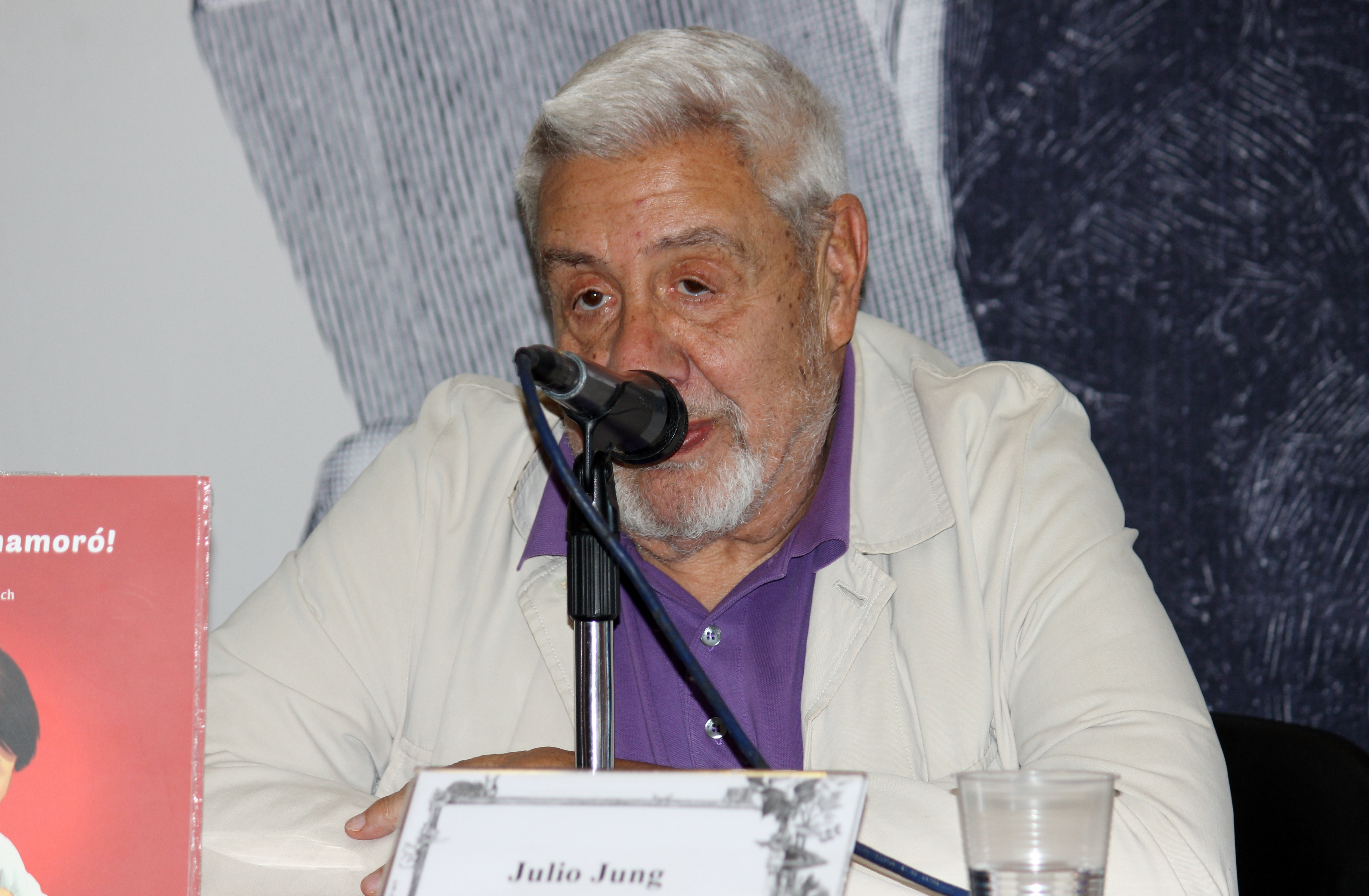
Julio Jung en la FILSA 2018

En 2018 recibió un homenaje por el Sindicato de Actores de Chile a su trayectoria.
En 2016 nuevamente fue electo como concejal de Providencia. Se postuló para la reelección en 2021 no resultando electo.

## Filmografía

### Cine

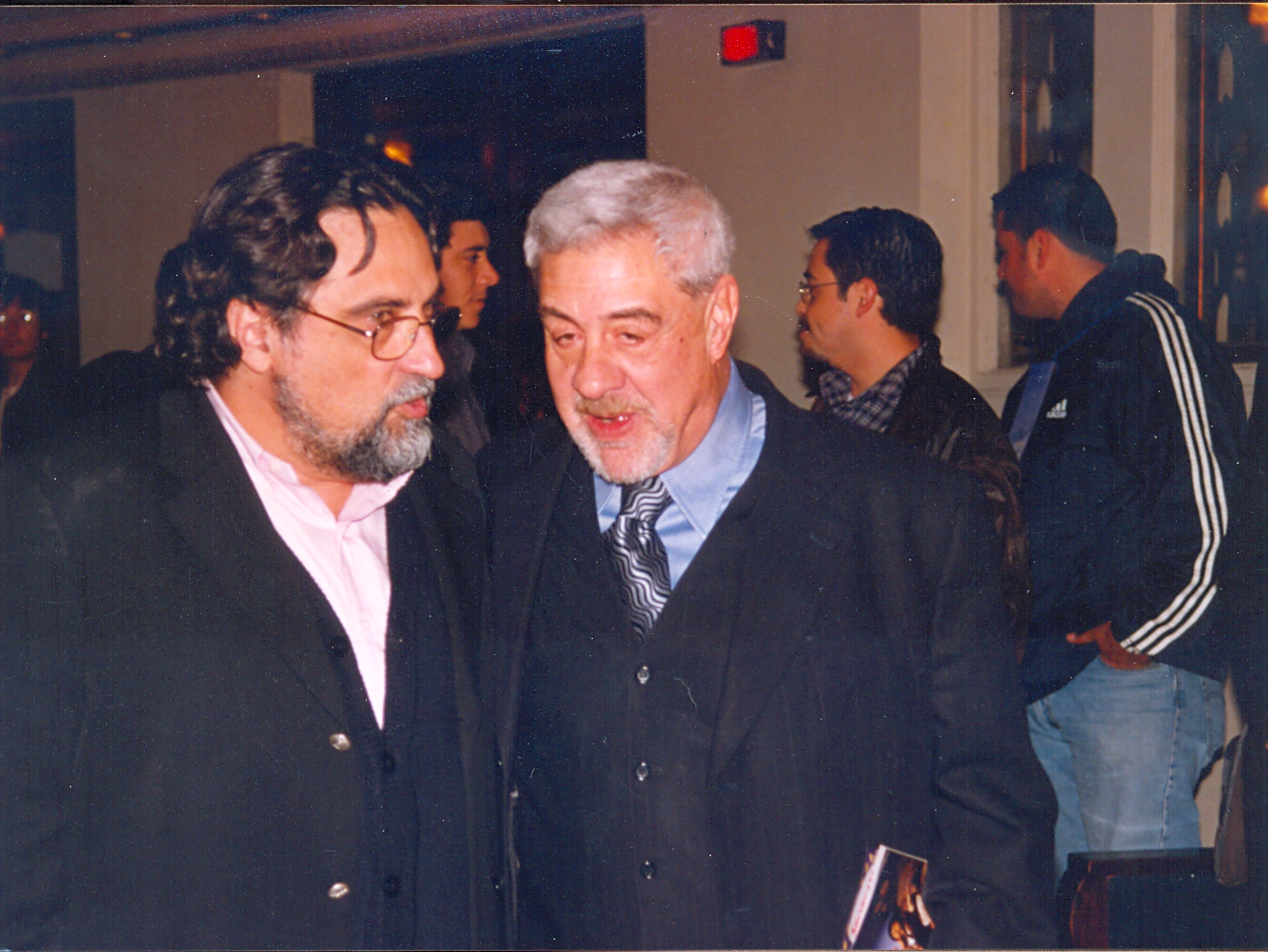
Jung (a la derecha) junto a Silvio Caiozzi en 2000.

| Cine | Cine                            | Cine                      |
| Año  | Película                        | Papel                     |
| ---- | ------------------------------- | ------------------------- |
| 1960 | Viaje a Santiago                |                           |
| 1970 | Voto más fusil                  | Senador                   |
| 1982 | Rumildo detective privado       | Rumildo                   |
| 1982 | La Red                          |                           |
| 1985 | Cortázar, Capital Rayuela       |                           |
| 1994 | Hasta en las mejores familias   |                           |
| 1994 | Amnesia                         | Zúñiga                    |
| 1995 | La rubia de Kennedy             | El profesor Schmidt       |
| 1997 | Inca de oro                     | El guatón Ramos           |
| 1999 | Tuve un sueño contigo           | Alcalde Gatica            |
| 2000 | Coronación                      | Andrés Ábalos             |
| 2004 | Cachimba                        | Felipe                    |
| 2008 | El regalo                       | Héctor "Tito"             |
| 2009 | Desde el corazón                | Vicente                   |
| 2009 | El baile de la Victoria         | Alcaide Santoro           |
| 2011 | Qué pena tu boda                | Federico de María         |
| 2012 | Qué pena tu familia             | Federico de María         |
| 2013 | La Patagonia de los sueños      |                           |
| 2013 | El derechazo                    | Puga                      |
| 2013 | El cordero                      |                           |
| 2014 | Mejor estar solo                | Abuelo                    |
| 2014 | Héroes                          | El Máquina                |
| 2017 | Se busca novio... para mi mujer |                           |
| 2017 | ...Y de pronto el amanecer      | Pancho Veloso             |
| 2018 | Die Briefe meiner Mutter        | Jaime de Aránguiz         |
| 2018 | Calzones rotos                  |                           |
| 2018 | American Huaso                  |                           |
| 2019 | Ausencia                        |                           |
| 2019 | Hecho bolsa                     | Presidente de la compañía |
| 2019 | No quiero ser tu hermano        |                           |

### Teleseries
| Teleseries | Teleseries                      | Teleseries        | Teleseries       |
| Año        | Teleserie                       | Papel             | Canal            |
| ---------- | ------------------------------- | ----------------- | ---------------- |
| 1977       | Soltera y sin compromisos       |                   | Radio Caracas TV |
| 1978       | El ángel rebelde                |                   | Radio Caracas TV |
| 1979       | Sangre azul                     |                   | Radio Caracas TV |
| 1979       | Estefanía                       | Giusseppe Cataldo | Radio Caracas TV |
| 1981       | Natalia de ocho a nueve         |                   | Radio Caracas TV |
| 1982       | Gómez                           |                   | Radio Caracas TV |
| 1983       | Ligia Elena                     |                   | Venevisión       |
| 1983       | Julia                           |                   | Venevisión       |
| 1984       | Matrimonio de papel             | Tamayo            | Canal 13         |
| 1985       | El prisionero de la media noche | El Tío Nico       | Canal 13         |
| 1988       | Semidios                        | Mauro             | Canal 13         |
| 2006       | Montecristo                     | Ulises Farías     | Mega             |
| 2014       | Valió la pena                   | Lorenzo García    | Canal 13         |
| 2016       | Un diablo con ángel             | José Pablo Donoso | TVN              |

### Series de televisión
| Serie | Serie                  | Serie                    | Serie                           |
| Año   | Serie                  | Papel                    | Canal                           |
| ----- | ---------------------- | ------------------------ | ------------------------------- |
| 1989  | Contigo pan y caviar   |                          | Universidad de Chile Televisión |
| 1997  | Las historias de Sussi | Marelo Oyadenel          | TVN                             |
| 1998  | Página Web             | Varios personajes        | TVN                             |
| 2007  | Tres son multitud      | Amador Melo              | Mega                            |
| 2008  | Casado con hijos       | ¿?                       | Mega                            |
| 2009  | Mi bella genio         | General Víctor Echegaray | TVN                             |
| 2011  | Cumpleaños             | Darío Pereira            | TVN                             |
| 2015  | Los años dorados       | Genaro                   | UCV                             |
| 2015  | Fabulosas Flores       | Vecino de Zaida          | La Red                          |

### Programas de televisión
- Alcance las estrellas: Programa concurso (Canal 13, 1970-1973)
- Juguemos a las 21 y Clases alegres: Programas que animó en la década de 1970 en TVN.
- La manivela: Programa de humor en TVN, Canal 13 y Canal 9
- El niño de papel (Radio Caracas Televisión)
- Bienvenidos (Venevisión, 1982-1984)
- Mediomundo (Canal 13, 1985-1987 y 1991-1992) - Varios personajes
- ¿Cuánto vale el show? (Chilevisión, 1994-1995)
- Dudo (Canal 13, 2013) - Invitado
- 4 teleseries para (Radio Caracas Televisión)
- 3 teleseries para (Venevisión)

## Radio
- Las Aventuras de Tarzán (Radio Corporación)
- La tercera oreja (Radio Agricultura)
- La Linterna roja (Radio Agricultura)
- Adiós al Séptimo de Línea (Radio Corporación)
- Gran Radioescenario Hirmas (Radio Nuevo Mundo)

## Teatro
En Chile antes de 1973
- La alondra de Jean Anouilh Chile
- Réquiem para un girasol de Jorge Díaz
- El final de la partida de Samuel Becket
- Regreso al hogar de Harold Pinter
- Comedia negra de Peter Shaffer
- Introducción al elefante y otras zoologías de Jorge Díaz
- Cuestionemos la cuestión, creación colectiva de Ictus
- ¿A qué jugamos? de Carlos Gorostiza
- Qué harán ustedes este año de Rene Ehni
- Gato por liebre de Georges Feydeau y Advis
- Espectros de Ibsen
- La mano y la gallina de Fernando Josseau

Venezuela entre 1974 y 1984
- La jaula de las locas de Jean Poiret
- Ardèle y la margarita de Jean Anouilh
- La mano y la gallina de Fernando Josseau
- Medida por medida de William Shakespeare
- Mesopotamia de Isaac Chocrón
- Los ángeles terribles de Román Chalbaud
- Divirtiendo al señor Sloane de Joe Orton
- La escalera de Charles Dyer
- Viva Guinand de Rafael Guinand
- Humboldt y Bonpland Taxidermistas de Ibsen Martínez
- Canción de Navidad de Charles Dickens
- Ardiente paciencia de Antonio Skarmeta, estreno mundial en castellano

Regreso a Chile
- Regreso sin causa de Jaime Miranda
- El día que me quieras de José Ignacio Cabrujas
- Ardiente paciencia de Antonio Skarmeta Estreno en Chile
- Acto cultural de José Ignacio Cabrujas
- La secreta obscenidad de cada día de Marco Antonio De La Parra
- Frankie & Johnny en el Claro de Luna de Terence McNally
- Aeroplanos de Carlos Gorostiza
- Denver de Rillon Jung
- De Coquimbo a Chimbarongo de Andrés Rillon
- La Nona de Roberto Cossa
- The Rainmaker de Richard Nash
- Rota de Roberto Bolaño y Luis Barrales
- El gran regreso de Serge Kribus
- La casa de los espíritus de Isabel Allende y Caridad Svich
- Ardiente paciencia de Antonio Skarmeta. Reestreno
- Cuento de Navidad de Charles Dickens
- Museo de Constanza Thumler
- Yepeto de Roberto Cossa

## Premios
- Festival Internacional del Nuevo Cine Latinoamericano de La Habana: Mejor actor por Amnesia
- Festival Internacional del Nuevo Cine Latinoamericano de La Habana: Mejor actor por Coronación
- Festival de Cine Iberoamericano de Huelva: Mejor actor por Coronación
- Apes: Mejor actor por Coronación
- Festival Internacional de Cine de Viña del Mar: Mejor actor por Coronación
- Quinto Encuentro Latinoamericano de Cine de Lima (Perú): Mejor actor por Coronación
- Festival de Cine Iberoamericano de Huelva: Mejor actor por Cachimba
- Biarritz: Mejor actor por Cachimba
- Festival Internacional de Cine de Cartagena: Mejor actor por Cachimba
- Apes: Mejor actor por Cachimba
- El Festival Internacional de Cine de Viña del Mar le entrega en dos oportunidades el Paoa a la trayectoria.
- Medalla Honorífica de Cámara de Diputados de la República de Chile (2009)
- Dos nominaciones al premio Altazor por Coronación (2000) y Cachimba (2005).

## Historial electoral

### Elecciones municipales de 1996
- Elecciones municipales de 1996, para el Concejo Municipal de Providencia.[14]

(Se han agregado los candidatos más relevantes).
| Candidato                       | Pacto                          | Partido      | Votos  | %     | Resultado |
| ------------------------------- | ------------------------------ | ------------ | ------ | ----- | --------- |
| Cristián Labbé Galilea          | Unión por Chile                | Ind. pro UDI | 20 986 | 29,39 | Alcalde   |
| Alfredo Alcaíno Barros          | Unión por Chile                | RN           | 15 852 | 22,20 | Concejal  |
| Domingo Santa María Santa Cruz  | Concertación por la Democracia | DC           | 7905   | 11,07 | Concejal  |
| María Eugenia Amunátegui Spacek | Unión por Chile                | RN           | 6095   | 8,54  | Concejal  |
| Julio Jung del Favero           | Concertación por la Democracia | Ind. pro PS  | 4036   | 5,65  | Concejal  |
| María Soledad Barría Iroume     | Concertación por la Democracia | PS           | 2066   | 2,89  |           |
| María Eugenia Abarca Carrasco   | Unión por Chile                | Ind. pro RN  | 1103   | 1,54  | Concejal  |
| Luz Margarita Lea-Plaza Molina  | Unión por Chile                | UDI          | 1072   | 1,50  | Concejal  |
| Mario Olavarría Rodríguez       | Unión por Chile                | Ind. pro UDI | 212    | 0,30  | Concejal  |

### Elecciones municipales de 2016
- Elecciones municipales de 2016 para el concejo municipal de Providencia[15]

(Se han agregado los candidatos más relevantes).
| Candidato                   | Pacto                  | Partido | Votos | % | Resultado |
| --------------------------- | ---------------------- | ------- | ----- | - | --------- |
| Manuel Monckeberg Balmaceda | Chile Vamos            | RN      | 9628  |   | Concejal  |
| Iván Noguera Phillips       | Chile Vamos            | UDI     | 4553  |   | Concejal  |
| Julio Jung del Favero       | Nueva Mayoría          | PS      | 4134  |   | Concejal  |
| Jaime Parada Hoyl           | Yo Marco por el Cambio | PRO     | 3081  |   | Concejal  |
| Pilar Cruz Hurtado          | Chile Vamos            | RN      | 2755  |   | Concejal  |
| Pedro Lizana Greve          | Chile Vamos            | RN      | 2128  |   | Concejal  |
| Tomás Echiburú Altamirano   | Cambiemos la Historia  | RD      | 2108  |   | Concejal  |
| Pablo Jaeger Cousiño        | Nueva Mayoría          | PDC     | 1737  |   | Concejal  |
| Pilar Fernández Valbuena    | Chile Vamos            | UDI     | 1395  |   | Concejal  |
| Juan Carlos Labbé Reyes     | Chile Vamos            | ILH     | 1256  |   | Concejal  |

### Elecciones municipales de 2021
- Elecciones municipales de 2021 para el concejo municipal de Providencia[16]

(Se han agregado los candidatos más relevantes).
| Candidato                   | Pacto                         | Partido | Votos | %    | Resultado |
| --------------------------- | ----------------------------- | ------- | ----- | ---- | --------- |
| Manuel Monckeberg Balmaceda | Chile Vamos                   | RN      | 7855  | 9,53 | Concejal  |
| Macarena Fernández Donoso   | Frente Amplio                 | CS      | 3089  | 4,62 | Concejala |
| Raphael Bergoening Vela     | Chile Vamos                   | Evopoli | 3784  | 4,59 | Concejal  |
| Josefa Errázuriz Giulisasti | Unidad por el Apruebo         | ILYW    | 3387  | 4,11 | Concejala |
| Tomás Echiburú Altamirano   | Frente Amplio                 | RD      | 2374  | 2,88 | Concejal  |
| Christian Espejo Muñoz      | Chile Vamos                   | UDI     | 2365  | 2,87 | Concejal  |
| Carolina Plaza Guzmán       | Chile Vamos                   | UDI     | 2363  | 2,87 |           |
| Luis Ibacache Silva         | Chile Digno, Verde y Soberano | PCCh    | 2222  | 2,70 | Concejal  |
| Julio Jung del Favero       | Unidad por el Apruebo         | PS      | 1862  | 2,26 |           |
| Pablo Jaeger Cousiño        | Unidos por la Dignidad        | PDC     | 1494  | 1,81 | Concejal  |
| Matías Bellolio Salgado     | Republicanos                  | PRCh    | 1387  | 1,68 | Concejal  |
| Cristofer Brunetti Núñez    | Chile Vamos                   | RN      | 1178  | 1,43 | Concejal  |